# Bołgar
Bołgar, dawniej Spask – miasto w Tatarstanie, siedziba rejonu spaskiego.
Współczesne miasto powstało ze wsi Spassk (Czertykowo) położonej na brzegu rzeki Bezdna. W 1926 roku zmieniono jej nazwę na Spassk-Tatarski (Спасск-Татарский), natomiast w 1935 roku zmieniono jej nazwę na Kujbyszew na cześć Waleriana Kujbyszewa. Obecną nazwę Bołgar nadano w 1991 roku. Miasto jest centrum administracyjnym od 1930 roku.
Patrz także: Bułgar Wielki